# شورای موقت ریاست‌جمهوری ایران
شورای موقت ریاست‌جمهوری ایران شورایی سه نفره متشکل از نخست‌وزیر، رئیس مجلس شورای ملی و رئیس دیوان عالی کشور بود که مطابق اصول ۱۳۰ و ۱۳۱ قانون اساسی پیش از بازنگری در سال ۱۳۶۸، در صورتی که رئیس‌جمهور ایران به دلیل عزل، کناره‌گیری، غیبت، بیماری یا فوت، از انجام وظایف قانونی خود ناتوان بود، وظایف رئیس‌جمهور را بر عهده داشت و همچنین مسئول برگزاری انتخابات جدید تا ۵۰ روز آینده بود. در قانون اساسی فعلی، برای چنین شرایطی، انتقال وظایف به معاون اول رئیس‌جمهور، با موافقت رهبر، پیش‌بینی شده است و شورایی سه نفره متشکل از معاون اول، رئیس مجلس شورای اسلامی و رئیس قوه قضائیه، صرفاً مسئول برگزاری انتخابات تا ۵۰ روز آینده هستند.
در طول تاریخ جمهوری اسلامی ایران، شورای موقت ریاست‌جمهوری، دو بار تشکیل شد؛ بار نخست، پس از عزل رسمی ابوالحسن بنی‌صدر، از ۱ تیر ۱۳۶۰ تا ۱۱ مرداد ۱۳۶۰ و بار دوم پس از ترور محمدعلی رجایی، از ۸ شهریور ۱۳۶۰ تا ۱۷ مهر ۱۳۶۰، انجام وظیفه کرد.

## اصول مربوط در قانون اساسی

### مصوب ۱۳۵۸
اصل ۱۳۰: در هنگام غیبت یا بیماری رئیس‌جمهور، شورایی به نام شورای موقت ریاست‌جمهوری‏، مرکب از نخست‌وزیر، رئیس مجلس شورای ملی و رئیس دیوان عالی کشور، وظایف او را انجام می‌دهد؛ مشروط بر اینکه عذر رئیس‌جمهور، بیش از دو ماه ادامه نیابد و نیز در مورد عزل رئیس‌جمهور یا در موردی که مدت ریاست‌جمهوری سابق‏، پایان یافته و رئیس‌جمهور جدید، بر اثر موانعی‏، هنوز انتخاب نشده‏، وظایف ریاست جمهوری بر عهده این شورا است‏.
اصل ۱۳۱: در صورت فوت‏، کناره‌گیری یا بیماری بیش از دو ماه و عزل رئیس‌جمهور، یا موجبات دیگری از این گونه، ‏ شورای موقت ریاست جمهوری موظف است ترتیبی دهد که حداکثر ظرف پنجاه روز رئیس‌جمهور جدید انتخاب شود و در این مدت وظایف و اختیارات ریاست جمهوری را جز در امر همه‌پرسی بر عهده دارد.

### بازنگری ۱۳۶۸
اصل ۱۳۱: در صورت فوت، عزل، استعفا، غیبت یا بیماری بیش از دو ماه رئیس‌جمهور و یادر موردی که مدت ریاست جمهوری پایان یافته و رئیس‌جمهور جدید بر اثر موانعی هنوز انتخاب نشده یا امور دیگری از این قبیل، معاون اول رئیس‌جمهور با موافقت رهبری اختیارات و مسئولیت‌های وی را بر عهده می‌گیرد و شورائی متشکل از رئیس مجلس، رئیس قوه قضائیه و معاون اول رئیس‌جمهور موظف است ترتیبی دهد که حداکثر ظرف مدت پنجاه روز رئیس‌جمهور جدید انتخاب شود، در صورت فوت معاون اول یا امور دیگری که مانع انجام وظایف وی گردد و نیز در صورتی که رئیس‌جمهور معاون اول نداشته باشد مقام رهبری فرد دیگری را به جای او منصوب می‌کند.

## اعضا
اعضای قانونی شورای موقت ریاست‌جمهوری، شخصیت‌های حقوقی زیر بودند:
- نخست‌وزیر
- رئیس مجلس شورای ملی
- رئیس دیوان عالی کشور

| دوره                              | نخست‌وزیر                   | نخست‌وزیر                    | رئیس مجلس شورای ملی | رئیس مجلس شورای ملی | رئیس دیوان عالی کشور                                                                    | رئیس دیوان عالی کشور |
| --------------------------------- | -------------------------- | --------------------------- | ------------------- | ------------------- | --------------------------------------------------------------------------------------- | -------------------- |
| شورای نخست (۱ تیر –۱۱ مرداد ۱۳۶۰) | محمدعلی رجایی              |                             | اکبر هاشمی رفسنجانی |                     | سید محمد بهشتی (۱ تیر – ۷ تیر ۱۳۶۰) سید عبدالکریم موسوی اردبیلی (۸ تیر – ۱۱ مرداد ۱۳۶۰) |                      |
| شورای نخست (۱ تیر –۱۱ مرداد ۱۳۶۰) | محمدعلی رجایی              | سید عبدالکریم موسوی اردبیلی | اکبر هاشمی رفسنجانی |                     |                                                                                         |                      |
| شورای دوم (۸ شهریور–۱۷ مهر ۱۳۶۰)  | محمدرضا مهدوی کنی (سرپرست) |                             | اکبر هاشمی رفسنجانی |                     |                                                                                         |                      |